# Vladimir Prelog
Vladimir Prelog (23. července 1906 Sarajevo – 7. ledna 1998 Curych) byl chorvatský organický chemik a držitel Nobelovy ceny za chemii. 

## Život
V letech 1924–8 vystudoval Vysokou školu chemicko-technologického inženýrství (tehdy jako součást ČVUT), kde získal v roce 1929 doktorát. Žil a působil v Praze, kde se v roce 1933 oženil s Kamilou Vítkovou. Později působil jako docent a profesor na universitě v Záhřebu a po okupaci Jugoslávie od roku 1941 na ETH v Curychu, kde se stal profesorem a vedoucím laboratoře.

## Ocenění
Prelog získal v roce 1975 společně s J. W. Cornforthem Nobelovu cenu za chemii  za svůj výzkum stereochemie organických molekul a reakcí.
Bylo podle něj pojmenováno Cahn-Ingold-Prelogovo pravidlo určování priority substituentů. Byl držitelem mnoha čestných doktorátů (univerzity v Záhřebu, Paříži a Liverpoolu), členem mnoha učených společností a akademií věd, jako například Francouzské akademie věd, Národní akademie věd Spojených států amerických, Ruské akademie věd, American Academy of Arts and Sciences, Německé akademie věd Leopoldina či Královská společnost. V roce 1966 mu byla udělena Hanušova medaile.

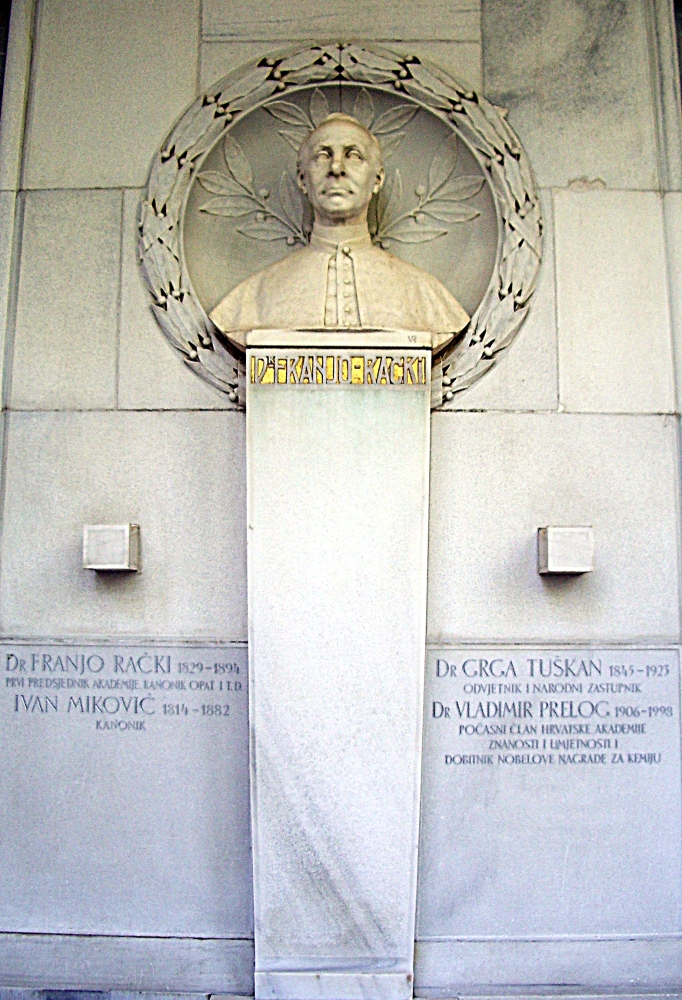
Pomník Chorvatské akademie věd Franja Račka, Ivana Mikoviće, Grga Tuškana a Vladimira Preloga na Mirogojském hřbitově

Pohřben je na záhřebském hřbitově Mirogoj.

## Dílo (výběr)
- 1991 My 132 Semesters of Chemistry Studies